# Stadhuis van Sneek
Het Stadhuis van Sneek is een stadhuis in de binnenstad van de stad Sneek in de provincie Friesland.
Op de plaats aan de Marktstraat was al in 1480 een stadhuis gevestigd, de kern van dit gebouw is nog altijd aanwezig. Vele verbouwingen en uitbreidingen volgden en sinds 1550 staat er op deze locatie het gebouw in haar huidige vorm.

## Gebouw

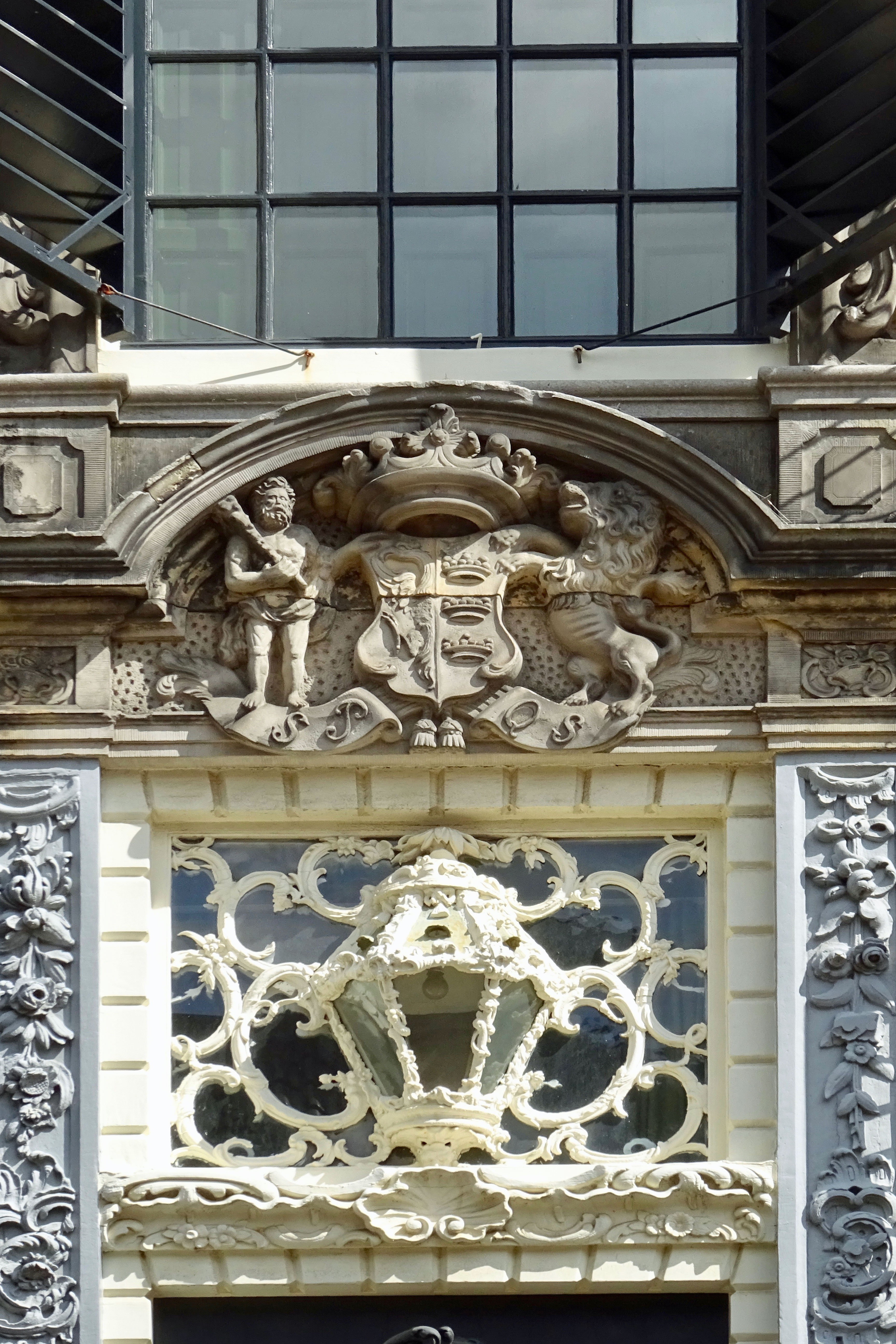
Snijraam en beeldhouwwerk boven de toegangsdeur

Het huidige stadhuis heeft een gevel in rococostijl. Tijdens de verbouwing van 1760 tot 1763 is het stadhuis met een verdieping verhoogd. In de jaren 1923-1925 vond er een restauratie plaats onder leiding van de architect en interieurontwerper Willem Penaat uit Amsterdam. Wegens ruimtegebrek is het gebouw ook vele malen uitgebreid en zijn naastgelegen panden, waaronder de Waltastins, toegevoegd aan het gebouw.
De daklijst van het gebouw wordt ondersteund door consoles, deze zijn versierd met tekens ter verbeelding van (van links naar rechts) zelfkennis (spiegel), lente (bloemen), zomer (aren), gerechtigheid (wetstafels), rechtspraak (weegschaal), herfst (druiven), winter (kweeperen) en wijsheid (helm van Mercurius).

### Bordes
Het gebouw heeft een bordes uit de 1745, dat is gemaakt door de uit Sneek afkomstige steenhouwer Gerben Jelles Nauta. Boven de toegangsdeur in het bordes, die aan de bovenzijde is versierd met rocailles (schelpen), is het Wapen van Sneek aangebracht. Het wapenschild wordt vastgehouden door een leeuw en een wildeman.
Boven dezelfde deur is in de bovenzijde van het middenvenster een grote allegorische voorstelling weergegeven. Hierop overhandigt een vrouwenfiguur, met in haar handen een wetstafel (wat staat voor gerechtigheid), een pijlenbundel aan een manfiguur (die zelf vrijheid voorstelt, vanwege zijn vrijheidshoed). Deze pijlenbundel staat symbool voor de Republiek der Verenigde Nederlanden. Verder zijn op het bordes een olifant (zachtmoedigheid), een leeuw (grootmoedigheid) en een vuurpot (de Hemel) uitgebeeld.

### Interieur
In 1550 werd de Kleine Raadzaal in gebruik genomen. Het snijwerk in en aan het stadhuis is gemaakt door Johann Georg Hempel. Tegenwoordig vergadert men in de Grote Raadzaal en worden er huwelijken gesloten. Het gebouw heeft verder een ruime hal met aan het plafond de Stedenmaagd, die samen met Cupido het stadswapen torst. Ook bevindt zich in het pand goudleerbehang met op Chinese lusthoven geïnspireerde taferelen en in de Schutterskamer heeft men attributen van de Sneker schutterij en de helm van Grutte Pier verzameld.

## Stadhuistuin
Achter het stadhuis ligt de Stadhuistuin. Aan deze achterzijde van het stadhuis is goed te zien dat het gebouw is opgebouwd uit verschillende, naast elkaar gelegen, panden. Hier is ook de tuinkamer van de Waltastins goed te zien.
In deze tuin worden regelmatig concerten en bijeenkomsten gehouden. Bovendien bevindt zich in de tuin een gedenksteen en monument ter herinnering aan de Joodse slachtoffers van de Tweede Wereldoorlog en de Joodse synagoge in de gemeente Sneek.